# Unwetter

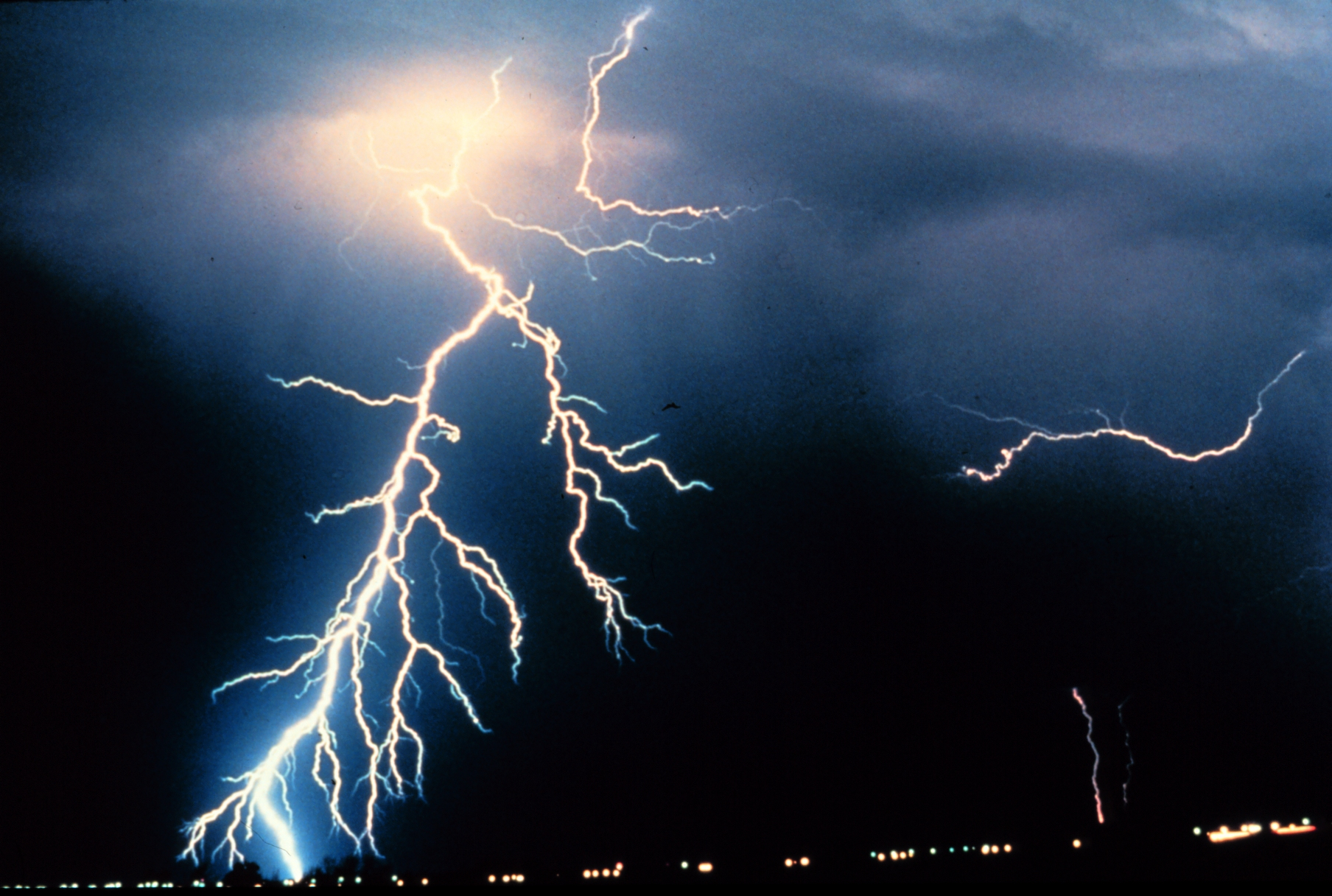
Gewitter

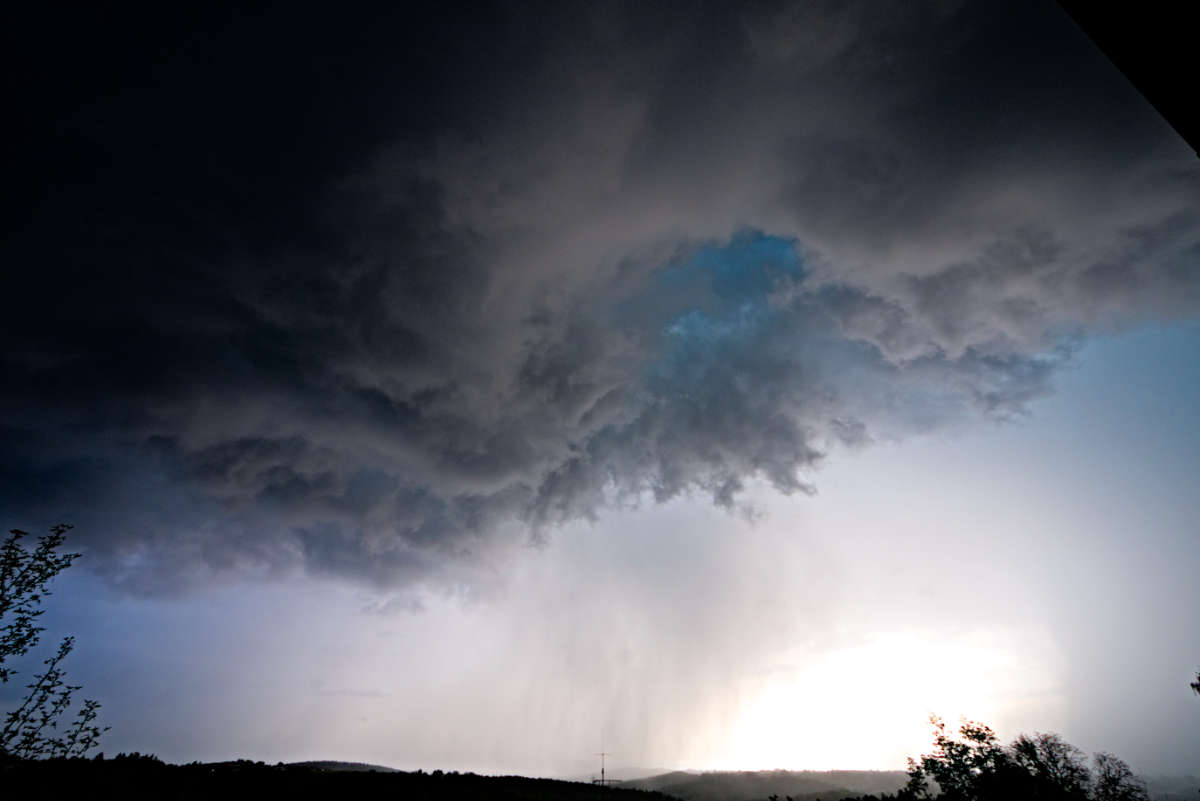
Unwetter mit Starkregen und Hagel

Unwetter, auch Extremwetterereignis oder  Wetteranomalie, ist ein Sammelbegriff für extreme Wetterereignisse. Diese Wetterereignisse bewirken oft hohe Sachschäden, Katastrophen und Lebensgefahr für viele Menschen.

## Kriterien

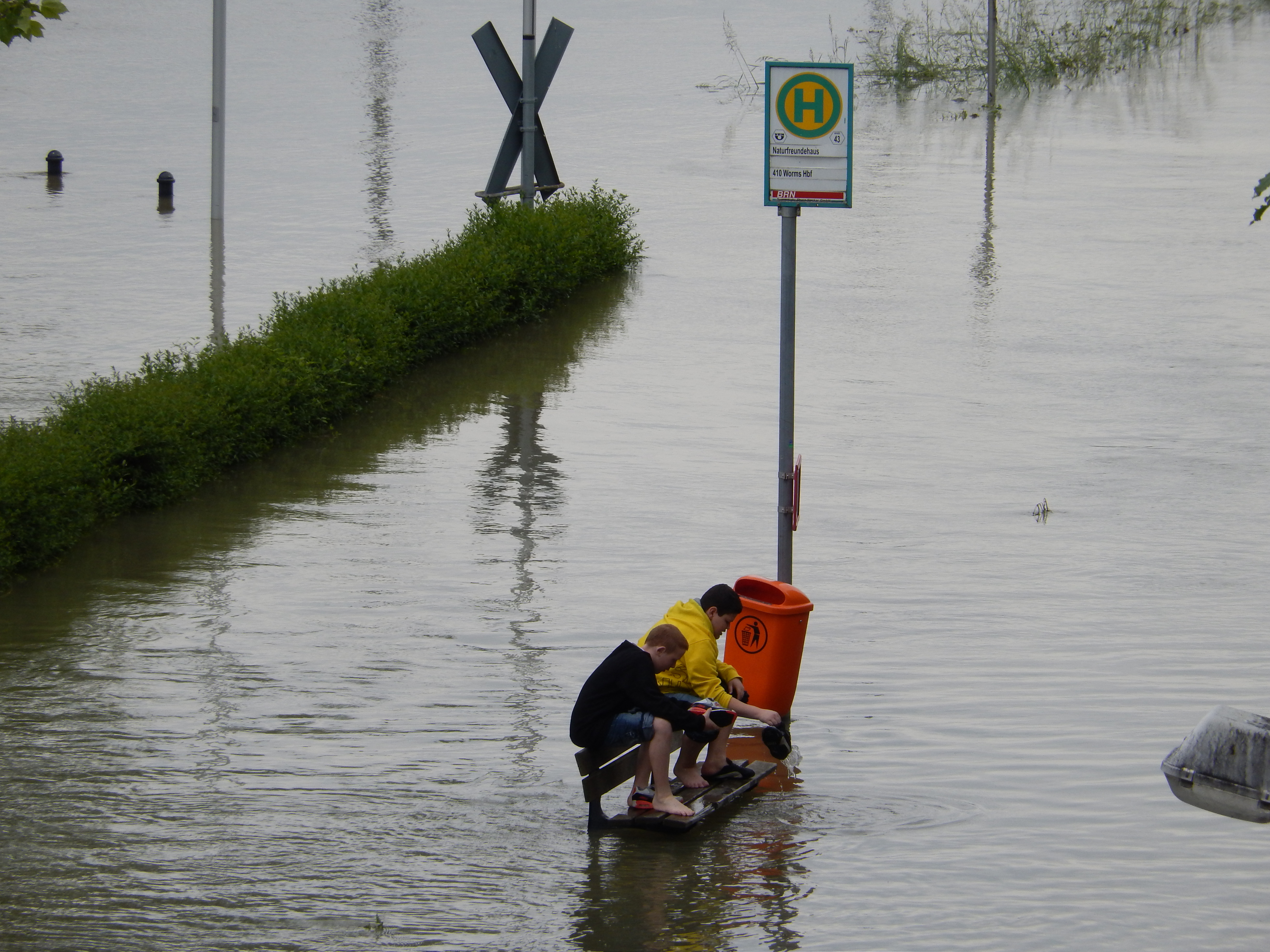
Überflutete Bushaltestelle in Worms nach tagelangem Dauerregen während des Hochwassers in Mitteleuropa 2013

### Extremereignis
Extremereignisse im Sinne der Meteorologie sind Wetterlagen, die in ihrem Verlauf (dargestellt in Wetterelementen) signifikant vom Durchschnitt abweichen. Als Basis dient eine klimatologische Normalperiode, ein geographischer Bezug zu einer Klimaklassifikation, als Maß der Ausnahmeerscheinung die Jährlichkeit der Wetterelemente und anderer Wirkungsfaktoren (wie die Hochwasserpegel), wie auch der Versicherungsschaden oder der gesamtwirtschaftliche (versicherter und unversicherter Direktschaden, Folgeschäden und Wiederherstellung, einschließlich der Opfer). Dem Begriff liegt keinerlei präzise Definition zugrunde, sondern ist ein pragmatischer Ausdruck der Dokumentation von Klima und Wetter in der Klimafolgenforschung oder Versicherungswesen: „Extremereignisse sind Ereignisse, die stark vom Durchschnitt abweichen und dadurch außergewöhnlich sind. Es hängt nur von der konkreten Anwendung ab wie stark diese Abweichung tatsächlich sein muss, um ein Ereignis als extrem einzustufen.“
Extremereignisse sind von besonderer historischer und wirtschaftlicher Bedeutung. Als klimatologische Indikatoren sind sie aber ungeeignet: zum einen treten sie sehr unregelmäßig ein, und zum anderen muss der Mittelwert einer Normalperiode bekannt sein, um eine Wetteranomalie als solche klassifizieren zu können. Der aktuelle langfristige Mittelwert setzt sich aber genau aus den eintretenden Wetterereignissen zusammen, aktuelle Extremereignisse können also nur mit abgelaufenen Bemessungszeiträumen verglichen werden / in Kontexte gesetzt werden.

### Unwetter
Der Deutsche Wetterdienst definiert folgende Ereignisse als Unwetter (Stufe 3 der Kriterienskala im Bereich 0–4), wenn die genannten Schwellen überschritten werden:
| Bezeichnung     | Kriterien zu Unwetterwarnungen                                                                         |
| --------------- | --- |
| Gewitter        | mit Hagel (Körner größer als 1,5 cm) oder mit Starkregen oder mit Sturm oder Orkan.                    |
| Sturm           | Orkanartige Böen von 11 Bft. (in 10 m Höhe gemessen)                                                   |
| Orkan           | mind. 12 Bft. (in 10 m Höhe gemessen)                                                                  |
| Schneeverwehung | lockere Schneedecke (größer als 10 cm) oder Neuschnee mit Böen über 8 Bft                              |
| Starkregen      | mehr als 25 l/m² in 1 Stunde oder mehr als 35 l/m² in 6 Stunden                                        |
| Dauerregen      | mehr als 40 l/m² in 12 Stunden oder mehr als 50 l/m² in 24 Stunden oder mehr als 60 l/m² in 48 Stunden |
| Glatteis        | verbreitete Bildung von Glatteis oder auch überfrierender Nässe mit Einfluss auf den Verkehr           |
| Schneefall      | mehr als 10 cm in 6 Stunden oder mehr als 15 cm in 12 Stunden                                          |
| Tauwetter       | Dauerregen bei einer Schneedecke von mehr als 15 cm                                                    |

Folgende Ereignisse werden noch für Unwetterwarnungen seitens der meteorologischen Dienste herangezogen:
- Hagelschlag
- Nebel
- Extrem hohe Temperatur (Hitzewelle, Hitzeanomalien) extrem niedrige Temperatur (Kältewelle, Kälteanomalien)
- Dürre (auch mit der Folge von Waldbrandgefahr, zum Beispiel: Dürre und Hitze in Europa 2018)
- Lawinengefahr

Folgende Ereignisse werden allgemein noch als speziellere Unwetter angesehen:
- Schneesturm
- Sandsturm
- Wirbelsturm (Kleintrombe, Tornado, Tropischer Wirbelsturm – die Bezeichnungen Sturm/Orkan stehen als Name für die Stärke parallel dazu)

Darüber hinaus wurden seit dem Jahr 1993 von der Internationalen Zivilluftfahrt-Organisation (ICAO) neun Volcanic Ash Advisory Center eingerichtet, die weltweit den Luftraum auf Vulkanasche überwachen und gegebenenfalls den Luftverkehr warnen. Diese gehören wegen der meteorologischen Prognose der Zugbahnen der Aerosolemissionen zum Themenfeld.

## Unwetterwarndienste
amtlich:
- Deutscher Wetterdienst (DWD)
- Meteoalarm der EUMETNET
- Bundesamt für Meteorologie und Klimatologie (MeteoSchweiz)
- Zentralanstalt für Meteorologie und Geodynamik (ZAMG, Österreich)

privat:
- KATWARN (Warn- und Informationsdienst)
- Österreichische Unwetterzentrale (UBIMET)
- Skywarn, ehrenamtliches Beobachtungsnetz
- Unwetterzentrale Deutschland
- Wetter-Alarm, kostenloser Unwetterwarndienst von den Kantonalen Gebäudeversicherungen, Mobiliar und SF Meteo
- WIND Unwetterwarnsystem “Weather Information on Demand”

## Betroffene, Folgen
Zwischen 1980 und 2016 haben sich z. B. in Deutschland nach dem Versicherungskonzern Münchener Rück die durch Extremwetter (Gewitter) verursachten Schäden von durchschnittlich rund 580 Mio. auf über 2 Mrd. Euro praktisch vervierfacht.
Bis zum Jahr 2100 könnten laut einer in der Fachzeitschrift The Lancet Planetary Health veröffentlichten Studie des Joint Research Centre der Europäischen Kommission jährlich bis zu zwei Drittel der europäischen Bevölkerung durch Wetterextreme betroffen sein, ohne weitere Anpassungsmaßnahmen an den weltweiten Klimawandel zwischen 2071 und 2100 in der EU, Schweiz, Norwegen und Island pro Jahr 80.000 bis 240.000 Menschen sterben. Zwischen 1981 und 2010 sind hiernach jährlich rund 3.000 Europäer durch Wetterkatastrophen um ihr Leben gekommen. 99 % der Wetter-Todesopfer zwischen 2070 und 2100 könnten aufgrund von Hitze sterben.
Anfang September 2017 brachte mit über 6 Mio. Betroffenen im US-Bundesstaat Florida der Hurrikan Irma eine der größten Evakuierungsaktionen mit sich.
Neben Schäden, Verletzten und Toten, sorgen Unwetter auch für Vertreibung von Menschen. 2016 waren fast 24 Millionen wegen Wetterextremen auf der Flucht und das vor allem in armen Gebieten. In reicheren Ländern waren dagegen nur knapp eine Million Menschen im Jahr betroffen.

## Beispiele für historische Unwetter
- Liste historischer Katastrophen (weltweit, unter anderem auch Wetterereignisse)
- Liste von Wetterereignissen in Europa
  - Hochwasser und Naturkatastrophen in Sachsen
  - Liste der Sturmfluten an der Nordsee
  - Hochwasser: Siehe bei den einzelnen Flüssen, zum Beispiel Rhein#Hochwasser, Elbe; siehe auch
    - Donauhochwasser 2002,
    - Hochwasser in Mitteleuropa 2013,
    - Hochwasser in West- und Mitteleuropa 2021

  - Omegalage, mit einer Liste der hochstabilen Hochs in Europa (Hitzeanomalien, Dürren)
  - Vb-Wetterlage, mit einer Liste typischer Südstau-Starkniederschlagsereignisse im Alpen- und Karpatenraum
  - Bedeutende Tornadoereignisse (Beispiele auch für Europa)